# آمفیتریت ۲۹

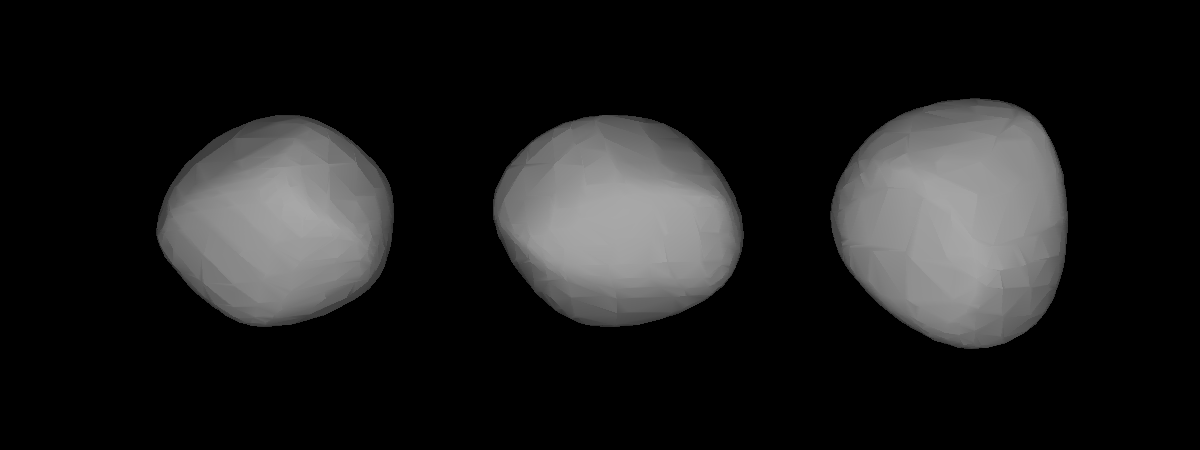
مدل سه‌بُعدی سیارک آمفیتریت ۲۹ بر طبق منحنی نور آن

سیارک ۲۹ (به انگلیسی: 29 Amphitrite) بیست و نهمین سیارک کشف شده‌است که در ۱ مارس ۱۸۵۴ و در لندن کشف شد.
قدر مطلق سیارک برابر ۵٫۸۵ است.